# Liste der Nummer-eins-Hits in Neuseeland (1997)
Dies ist eine Liste der Nummer-eins-Hits in Neuseeland im Jahr 1997. Sie basiert auf den offiziellen Single und Albums Top 40, die im Auftrag von Recorded Music NZ, dem neuseeländischen Vertreter der IFPI, ermittelt werden. Es gab in diesem Jahr 21 Nummer-eins-Singles und 26 Nummer-eins-Alben.

## Singles
| ← 1996 ← | Liste der Nummer-eins-Hits in Neuseeland | Liste der Nummer-eins-Hits in Neuseeland | Liste der Nummer-eins-Hits in Neuseeland | 1998 →                    |
| \| Zeitraum \| Wo. ges. \| Interpret \| Titel Autor(en) \| Zusätzliche Informationen \| \| (Zeitraum, Wochen auf Platz eins, Interpret, Titel, Autor[en], zusätzliche Informationen) \| \| \| \| \| \| ----------------------------------------------------------------------------------------- \| -------- \| ---------------------------------- \| ------------------------ \| ------------------------- \| \| 29. Dezember 1996 – 18. Januar 1997 3 Wochen \| 3 \| Mo Thugs \| Thug Devotion \| – \| \| 19. Januar 1997 – 1. Februar 1997 2 Wochen (insgesamt 3) \| 3 \| No Doubt \| Don’t Speak \| – \| \| 2. Februar 1997 – 8. Februar 1997 1 Woche (insgesamt 2) \| 2 \| R. Kelly \| I Believe I Can Fly \| – \| \| 9. Februar 1997 – 15. Februar 1997 1 Woche (insgesamt 3) \| 3 \| No Doubt \| Don’t Speak \| – \| \| 16. Februar 1997 – 22. Februar 1997 1 Woche (insgesamt 2) \| 2 \| R. Kelly \| I Believe I Can Fly \| – \| \| 23. Februar 1997 – 1. März 1997 1 Woche \| 1 \| U2 \| Discothèque \| – \| \| 2. März 1997 – 15. März 1997 2 Wochen \| 2 \| The Cardigans \| Lovefool \| – \| \| 16. März 1997 – 22. März 1997 1 Woche (insgesamt 2) \| 2 \| Unique II \| Break My Stride \| – \| \| 23. März 1997 – 29. März 1997 1 Woche \| 1 \| MC Lyte \| Cold Rock a Party \| – \| \| 30. März 1997 – 5. April 1997 1 Woche (insgesamt 2) \| 2 \| Unique II \| Break My Stride \| – \| \| 6. April 1997 – 12. April 1997 1 Woche (insgesamt 2) \| 2 \| MC Lyte \| Cold Rock a Party \| – \| \| 13. April 1997 – 26. April 1997 2 Wochen \| 2 \| Warren G \| I Shot the Sheriff \| – \| \| 27. April 1997 – 10. Mai 1997 2 Wochen \| 2 \| Az Yet \| Hard to Say I’m Sorry \| – \| \| 11. Mai 1997 – 24. Mai 1997 2 Wochen \| 2 \| Blackstreet \| Don’t Leave Me \| – \| \| 25. Mai 1997 – 31. Mai 1997 1 Woche \| 1 \| Michael Jackson \| Blood on the Dance Floor \| – \| \| 1. Juni 1997 – 14. Juni 1997 2 Wochen \| 2 \| Joose \| If Tomorrow Never Comes \| – \| \| 15. Juni 1997 – 21. Juni 1997 1 Woche \| 1 \| SWV \| Can We? \| – \| \| 22. Juni 1997 – 5. Juli 1997 2 Wochen \| 2 \| Hanson \| MMMBop \| – \| \| 6. Juli 1997 – 9. August 1997 5 Wochen \| 5 \| Puff Daddy feat. Faith Evans & 112 \| I’ll Be Missing You \| – \| \| 10. August 1997 – 13. September 1997 5 Wochen \| 5 \| Will Smith \| Men in Black \| – \| \| 14. September 1997 – 27. September 1997 2 Wochen \| 2 \| Aqua \| Barbie Girl \| – \| \| 28. September 1997 – 4. Oktober 1997 1 Woche \| 1 \| Chumbawamba \| Tubthumping \| – \| \| 5. Oktober 1997 – 15. November 1997 6 Wochen \| 6 \| Elton John \| Candle in the Wind ’97 \| – \| \| 16. November 1997 – 6. Dezember 1997 3 Wochen \| 3 \| N-Trance \| Do Ya Think I’m Sexy? \| – \| \| 7. Dezember 1997 – 17. Januar 1998 6 Wochen \| 6 \| Backstreet Boys \| As Long as You Love Me \| – \| |                                          |                                          |                                          |                           |
| ← 1996 |                                          |                                          |                                          | → 1998 →                  |
| Zeitraum | Wo. ges.                                 | Interpret                                | Titel Autor(en)                          | Zusätzliche Informationen |
| (Zeitraum, Wochen auf Platz eins, Interpret, Titel, Autor[en], zusätzliche Informationen) |                                          |                                          |                                          |                           |
| 29. Dezember 1996 – 18. Januar 1997 3 Wochen | 3                                        | Mo Thugs                                 | Thug Devotion                            | –                         |
| 19. Januar 1997 – 1. Februar 1997 2 Wochen (insgesamt 3) | 3                                        | No Doubt                                 | Don’t Speak                              | –                         |
| 2. Februar 1997 – 8. Februar 1997 1 Woche (insgesamt 2) | 2                                        | R. Kelly                                 | I Believe I Can Fly                      | –                         |
| 9. Februar 1997 – 15. Februar 1997 1 Woche (insgesamt 3) | 3                                        | No Doubt                                 | Don’t Speak                              | –                         |
| 16. Februar 1997 – 22. Februar 1997 1 Woche (insgesamt 2) | 2                                        | R. Kelly                                 | I Believe I Can Fly                      | –                         |
| 23. Februar 1997 – 1. März 1997 1 Woche | 1                                        | U2                                       | Discothèque                              | –                         |
| 2. März 1997 – 15. März 1997 2 Wochen | 2                                        | The Cardigans                            | Lovefool                                 | –                         |
| 16. März 1997 – 22. März 1997 1 Woche (insgesamt 2) | 2                                        | Unique II                                | Break My Stride                          | –                         |
| 23. März 1997 – 29. März 1997 1 Woche | 1                                        | MC Lyte                                  | Cold Rock a Party                        | –                         |
| 30. März 1997 – 5. April 1997 1 Woche (insgesamt 2) | 2                                        | Unique II                                | Break My Stride                          | –                         |
| 6. April 1997 – 12. April 1997 1 Woche (insgesamt 2) | 2                                        | MC Lyte                                  | Cold Rock a Party                        | –                         |
| 13. April 1997 – 26. April 1997 2 Wochen | 2                                        | Warren G                                 | I Shot the Sheriff                       | –                         |
| 27. April 1997 – 10. Mai 1997 2 Wochen | 2                                        | Az Yet                                   | Hard to Say I’m Sorry                    | –                         |
| 11. Mai 1997 – 24. Mai 1997 2 Wochen | 2                                        | Blackstreet                              | Don’t Leave Me                           | –                         |
| 25. Mai 1997 – 31. Mai 1997 1 Woche | 1                                        | Michael Jackson                          | Blood on the Dance Floor                 | –                         |
| 1. Juni 1997 – 14. Juni 1997 2 Wochen | 2                                        | Joose                                    | If Tomorrow Never Comes                  | –                         |
| 15. Juni 1997 – 21. Juni 1997 1 Woche | 1                                        | SWV                                      | Can We?                                  | –                         |
| 22. Juni 1997 – 5. Juli 1997 2 Wochen | 2                                        | Hanson                                   | MMMBop                                   | –                         |
| 6. Juli 1997 – 9. August 1997 5 Wochen | 5                                        | Puff Daddy feat. Faith Evans & 112       | I’ll Be Missing You                      | –                         |
| 10. August 1997 – 13. September 1997 5 Wochen | 5                                        | Will Smith                               | Men in Black                             | –                         |
| 14. September 1997 – 27. September 1997 2 Wochen | 2                                        | Aqua                                     | Barbie Girl                              | –                         |
| 28. September 1997 – 4. Oktober 1997 1 Woche | 1                                        | Chumbawamba                              | Tubthumping                              | –                         |
| 5. Oktober 1997 – 15. November 1997 6 Wochen | 6                                        | Elton John                               | Candle in the Wind ’97                   | –                         |
| 16. November 1997 – 6. Dezember 1997 3 Wochen | 3                                        | N-Trance                                 | Do Ya Think I’m Sexy?                    | –                         |
| 7. Dezember 1997 – 17. Januar 1998 6 Wochen | 6                                        | Backstreet Boys                          | As Long as You Love Me                   | –                         |

## Alben
| ← 1996 ← | Liste der Nummer-eins-Hits in Neuseeland | Liste der Nummer-eins-Hits in Neuseeland | Liste der Nummer-eins-Hits in Neuseeland       | 1998 →                    |
| \| Zeitraum \| Wo. ges. \| Interpret \| Titel \| Zusätzliche Informationen \| \| (Zeitraum, Wochen auf Platz eins, Interpret, Titel, zusätzliche Informationen) \| \| \| \| \| \| ------------------------------------------------------------------------------ \| -------- \| --------------- \| ---------------------------------------------- \| ------------------------- \| \| 8. Dezember 1996 – 18. Januar 1997 6 Wochen \| 6 \| Céline Dion \| Falling into You \| – \| \| 19. Januar 1997 – 25. Januar 1997 1 Woche \| 1 \| Spice Girls \| Spice \| – \| \| 26. Januar 1997 – 15. Februar 1997 3 Wochen \| 3 \| The Corrs \| Forgiven, Not Forgotten - Australian Tour 1997 \| – \| \| 16. Februar 1997 – 22. Februar 1997 1 Woche \| 1 \| No Doubt \| Tragic Kingdom \| – \| \| 23. Februar 1997 – 15. März 1997 3 Wochen (insgesamt 9) \| 9 \| (Soundtrack) \| Romeo & Juliet \| – \| \| 16. März 1997 – 22. März 1997 1 Woche \| 1 \| U2 \| Pop \| – \| \| 23. März 1997 – 19. April 1997 4 Wochen (insgesamt 9) \| 9 \| (Soundtrack) \| Romeo & Juliet \| – \| \| 20. April 1997 – 3. Mai 1997 2 Wochen \| 2 \| Tina Turner \| Wildest Dreams - Special Tour Edition \| – \| \| 4. Mai 1997 – 10. Mai 1997 1 Woche (insgesamt 9) \| 9 \| (Soundtrack) \| Romeo & Juliet \| – \| \| 11. Mai 1997 – 17. Mai 1997 1 Woche \| 1 \| Live \| Secret Samadhi \| – \| \| 18. Mai 1997 – 24. Mai 1997 1 Woche (insgesamt 9) \| 9 \| (Soundtrack) \| Romeo & Juliet \| – \| \| 25. Mai 1997 – 31. Mai 1997 1 Woche \| 1 \| The Wallflowers \| Bringing Down the Horse \| – \| \| 1. Juni 1997 – 7. Juni 1997 1 Woche \| 1 \| Michael Jackson \| Blood on the Dance Floor – HIStory in the Mix \| – \| \| 8. Juni 1997 – 14. Juni 1997 1 Woche \| 1 \| Ben Harper \| The Will to Live \| – \| \| 15. Juni 1997 – 28. Juni 1997 2 Wochen \| 2 \| Wu-Tang Clan \| Wu-Tang Forever \| – \| \| 29. Juni 1997 – 5. Juli 1997 1 Woche \| 1 \| Radiohead \| OK Computer \| – \| \| 6. Juli 1997 – 12. Juli 1997 1 Woche \| 1 \| Faith No More \| Album of the Year \| – \| \| 13. Juli 1997 – 2. August 1997 3 Wochen \| 3 \| The Prodigy \| The Fat of the Land \| – \| \| 3. August 1997 – 9. August 1997 1 Woche \| 1 \| The Bee Gees \| Still Waters \| – \| \| 10. August 1997 – 30. August 1997 3 Wochen \| 3 \| Bic Runga \| Drive \| – \| \| 31. August 1997 – 6. September 1997 1 Woche \| 1 \| Jewel \| Pieces of You \| – \| \| 7. September 1997 – 20. September 1997 2 Wochen \| 2 \| Oasis \| Be Here Now \| – \| \| 21. September 1997 – 4. Oktober 1997 2 Wochen \| 2 \| (Soundtrack) \| Spawn \| – \| \| 5. Oktober 1997 – 11. Oktober 1997 1 Woche \| 1 \| Aqua \| Aquarium \| – \| \| 12. Oktober 1997 – 18. Oktober 1997 1 Woche \| 1 \| The Verve \| Urban Hymns \| – \| \| 19. Oktober 1997 – 8. November 1997 3 Wochen \| 3 \| Portishead \| Portishead \| – \| \| 9. November 1997 – 22. November 1997 2 Wochen \| 2 \| Savage Garden \| Savage Garden \| – \| \| 23. November 1997 – 29. November 1997 1 Woche \| 1 \| Spice Girls \| Spiceworld \| – \| \| 30. November 1997 – 6. Dezember 1997 1 Woche \| 1 \| Metallica \| ReLoad \| – \| \| 7. Dezember 1997 – 7. Februar 1998 9 Wochen (insgesamt 11) \| 11 \| Céline Dion \| Let’s Talk About Love \| – \| |                                          |                                          |                                                |                           |
| ← 1996 |                                          |                                          |                                                | → 1998 →                  |
| Zeitraum | Wo. ges.                                 | Interpret                                | Titel                                          | Zusätzliche Informationen |
| (Zeitraum, Wochen auf Platz eins, Interpret, Titel, zusätzliche Informationen) |                                          |                                          |                                                |                           |
| 8. Dezember 1996 – 18. Januar 1997 6 Wochen | 6                                        | Céline Dion                              | Falling into You                               | –                         |
| 19. Januar 1997 – 25. Januar 1997 1 Woche | 1                                        | Spice Girls                              | Spice                                          | –                         |
| 26. Januar 1997 – 15. Februar 1997 3 Wochen | 3                                        | The Corrs                                | Forgiven, Not Forgotten - Australian Tour 1997 | –                         |
| 16. Februar 1997 – 22. Februar 1997 1 Woche | 1                                        | No Doubt                                 | Tragic Kingdom                                 | –                         |
| 23. Februar 1997 – 15. März 1997 3 Wochen (insgesamt 9) | 9                                        | (Soundtrack)                             | Romeo & Juliet                                 | –                         |
| 16. März 1997 – 22. März 1997 1 Woche | 1                                        | U2                                       | Pop                                            | –                         |
| 23. März 1997 – 19. April 1997 4 Wochen (insgesamt 9) | 9                                        | (Soundtrack)                             | Romeo & Juliet                                 | –                         |
| 20. April 1997 – 3. Mai 1997 2 Wochen | 2                                        | Tina Turner                              | Wildest Dreams - Special Tour Edition          | –                         |
| 4. Mai 1997 – 10. Mai 1997 1 Woche (insgesamt 9) | 9                                        | (Soundtrack)                             | Romeo & Juliet                                 | –                         |
| 11. Mai 1997 – 17. Mai 1997 1 Woche | 1                                        | Live                                     | Secret Samadhi                                 | –                         |
| 18. Mai 1997 – 24. Mai 1997 1 Woche (insgesamt 9) | 9                                        | (Soundtrack)                             | Romeo & Juliet                                 | –                         |
| 25. Mai 1997 – 31. Mai 1997 1 Woche | 1                                        | The Wallflowers                          | Bringing Down the Horse                        | –                         |
| 1. Juni 1997 – 7. Juni 1997 1 Woche | 1                                        | Michael Jackson                          | Blood on the Dance Floor – HIStory in the Mix  | –                         |
| 8. Juni 1997 – 14. Juni 1997 1 Woche | 1                                        | Ben Harper                               | The Will to Live                               | –                         |
| 15. Juni 1997 – 28. Juni 1997 2 Wochen | 2                                        | Wu-Tang Clan                             | Wu-Tang Forever                                | –                         |
| 29. Juni 1997 – 5. Juli 1997 1 Woche | 1                                        | Radiohead                                | OK Computer                                    | –                         |
| 6. Juli 1997 – 12. Juli 1997 1 Woche | 1                                        | Faith No More                            | Album of the Year                              | –                         |
| 13. Juli 1997 – 2. August 1997 3 Wochen | 3                                        | The Prodigy                              | The Fat of the Land                            | –                         |
| 3. August 1997 – 9. August 1997 1 Woche | 1                                        | The Bee Gees                             | Still Waters                                   | –                         |
| 10. August 1997 – 30. August 1997 3 Wochen | 3                                        | Bic Runga                                | Drive                                          | –                         |
| 31. August 1997 – 6. September 1997 1 Woche | 1                                        | Jewel                                    | Pieces of You                                  | –                         |
| 7. September 1997 – 20. September 1997 2 Wochen | 2                                        | Oasis                                    | Be Here Now                                    | –                         |
| 21. September 1997 – 4. Oktober 1997 2 Wochen | 2                                        | (Soundtrack)                             | Spawn                                          | –                         |
| 5. Oktober 1997 – 11. Oktober 1997 1 Woche | 1                                        | Aqua                                     | Aquarium                                       | –                         |
| 12. Oktober 1997 – 18. Oktober 1997 1 Woche | 1                                        | The Verve                                | Urban Hymns                                    | –                         |
| 19. Oktober 1997 – 8. November 1997 3 Wochen | 3                                        | Portishead                               | Portishead                                     | –                         |
| 9. November 1997 – 22. November 1997 2 Wochen | 2                                        | Savage Garden                            | Savage Garden                                  | –                         |
| 23. November 1997 – 29. November 1997 1 Woche | 1                                        | Spice Girls                              | Spiceworld                                     | –                         |
| 30. November 1997 – 6. Dezember 1997 1 Woche | 1                                        | Metallica                                | ReLoad                                         | –                         |
| 7. Dezember 1997 – 7. Februar 1998 9 Wochen (insgesamt 11) | 11                                       | Céline Dion                              | Let’s Talk About Love                          | –                         |